# Randwick and Westrip
Randwick and Westrip är en civil parish i Stroud i Storbritannien. Den ligger i grevskapet Gloucestershire och riksdelen England, i den södra delen av landet, 150 km väster om huvudstaden London.
Klimatet i området är tempererat. Årsmedeltemperaturen i trakten är 9 °C. Den varmaste månaden är augusti, då medeltemperaturen är 16 °C, och den kallaste är januari, med 0 °C.